# Márta Rudas
Márta Antal-Rudas, madžarska atletinja, * 14. februar 1937, Debrecen, Madžarska, † 6. junij, 2017, Budimpešta.
Nastopila je na poletnih olimpijskih igrah v letih 1960, 1964 in 1968, leta 1964 je osvojila srebrno medaljo v metu kopja, leta 1968 četrto, leta 1960 pa deveto mesto.